# Lolita Russell Jones
Lola Tyra Bäckman, känd som Lolita Russell Jones, född 27 april 1926 i Oscars församling i Stockholm, död 9 februari 1988 i Botkyrka församling i Stockholms län, var en svensk dansare, sångare och skådespelare. Hon var dotter till jazzmusikern Russell Jones.
Åren 1946–1949 var hon gift med regissören Arne Bornebusch (1905–1973), 1951–1965 med orkesterledaren Sune Waldimir (1907–1967) och 1966 till sin död med styckmästaren Johan Urban Bäckman (1936–1988). Makarna Bäckman är begravda på Botkyrka kyrkogård.

## Filmografi
- 1945 – Galgmannen
- 1945 – Blåjackor
- 1945 – I Roslagens famn
- 1947 – Vår Herre tar semester
- 1949 – Sjösalavår